# Shinri Ono
Shinri Ono (大野 榛里 Ono Shinri?, nacido el 26 de septiembre de 2002 en Shiga) es un futbolista japonés que juega como defensa.
En 2019, Ono se unió al Gamba Osaka de la J1 League.

## Trayectoria

### Clubes
| Club        | País  | Año    |
| ----------- | ----- | ------ |
| Gamba Osaka | Japón | 2019 - |

## Estadística de carrera

### J. League
| Club               | Año   | J. League | J. League | Copa J. League | Copa J. League | Total | Total |
| Club               | Año   | Part.     | Goles     | Part.          | Goles          | Part. | Goles |
| ------------------ | ----- | --------- | --------- | -------------- | -------------- | ----- | ----- |
| Gamba Osaka        | 2019  | 0         | 0         | 0              | 0              | 0     | 0     |
| Gamba Osaka sub-23 | 2019  | 15        | 0         | -              | -              | 15    | 0     |
| Total              | Total | 15        | 0         | 0              | 0              | 15    | 0     |